# Open Your Eyes (Guano Apes)
Open Your Eyes è il singolo di debutto del gruppo musicale tedesco Guano Apes, pubblicato nel 1997.

## Performance in classifica
"Open Your Eyes" ha raggiunto il quinto posto in classifica in Germania, rimanendo nella Top 100 per 30 settimane. Ha vinto la competizione "Local Heroes" tenuta da VIVA, battendo oltre mille altri concorrenti. Grazie all'ampio passaggio del video musicale su VIVA, i Guano Apes hanno firmato un accordo con la GUN Records, che ha pubblicato il loro album di debutto Proud Like a God nel 1997. Nella recensione di Steve Huey su Allmusic Proud Like a God la canzone è stata definita "uno dei momenti migliori" dell'album. Nel 1999 il singolo è stato certificato disco d'oro in Germania.

## Video musicale
Il video musicale vede i Guano Apes suonare nell'atrio di un hotel, vuoto tranne che per diversi membri dello staff annoiati, indifferenti e che guardano nel vuoto.

## Tracce
1. Open Your Eyes – 3:08
2. We Use the Pain – 2:32
3. Wash It Down – 3:06